# Atletismo nos Jogos Pan-Americanos de 1975
As competições de atletismo nos Jogos Pan-Americanos de 1975 foram realizadas na Cidade do México, no México.

## Medalhistas
Masculino
| Evento                              | Ouro                                                                       | Ouro     | Prata                                                                    | Prata    | Bronze                                                           | Bronze   |
| ----------------------------------- | -------------------------------------------------------------------------- | -------- | ------------------------------------------------------------------------ | -------- | ---------------------------------------------------------------- | -------- |
| 100 metros detalhes                 | Silvio Leonard CUB Cuba                                                    | 10.15    | Hasely Crawford TRI Trinidad e Tobago                                    | 10.21    | Hermes Ramírez CUB Cuba                                          | 10.34    |
| 200 metros detalhes                 | James Gilkes GUY Guiana                                                    | 20.43    | Larry Brown USA Estados Unidos                                           | 20.69    | Mike Sands BAH Bahamas                                           | 20.98    |
| 400 metros detalhes                 | Ronnie Ray USA Estados Unidos                                              | 44.45    | Alberto Juantorena CUB Cuba                                              | 44.80    | Delmo da Silva BRA Brasil                                        | 45.53    |
| 800 metros detalhes                 | Luis Medina CUB Cuba                                                       | 1:47.98  | Leandro Civil CUB Cuba                                                   | 1:48.75  | Carlos Martínez MEX México                                       | 1:48.78  |
| 1500 metros detalhes                | Tony Waldrop USA Estados Unidos                                            | 3:45.09  | Carlos Martínez MEX México                                               | 3:45.98  | Luis Medina CUB Cuba                                             | 3:49.84  |
| 5000 metros detalhes                | Domingo Tibaduiza COL Colômbia                                             | 14:02.00 | Theodore Castaneda USA Estados Unidos                                    | 14:03.20 | Rodolfo Gómez MEX México                                         | 14:05.25 |
| 10000 metros detalhes               | Luis Hernández MEX México                                                  | 29:19.28 | Rodolfo Gómez MEX México                                                 | 29:21.22 | Domingo Tibaduiza COL Colômbia                                   | 29:25.45 |
| Maratona detalhes                   | Rigoberto Mendoza CUB Cuba                                                 | 2:25:03  | Charles "Chuck" Smead USA Estados Unidos                                 | 2:25:32  | Tom Howard CAN Canadá                                            | 2:25:46  |
| 3000 metros com obstáculos detalhes | Mike Manley USA Estados Unidos                                             | 9:04.29  | José Andrade Silva BRA Brasil                                            | 9:05.31  | Octavio Guadarrama MEX México                                    | 9:15.00  |
| 110 metros com barreiras detalhes   | Alejandro Casañas CUB Cuba                                                 | 13.44    | Danny Smith BAH Bahamas                                                  | 13.72    | Arnaldo Bristol PUR Porto Rico                                   | 13.74    |
| 400 metros com barreiras detalhes   | James King USA Estados Unidos                                              | 49.60    | Ralph Mann USA Estados Unidos                                            | 50.04    | Alfonso Damaso CUB Cuba                                          | 50.19    |
| Salto em altura detalhes            | Tom Woods USA Estados Unidos                                               | 2.25     | John Beers CAN Canadá                                                    | 2.17     | Rick Cuttell CAN Canadá                                          | 2.17     |
| Salto com vara detalhes             | Earl Bell USA Estados Unidos                                               | 5.40     | Bruce Simpson CAN Canadá                                                 | 5.20     | Roberto Moré CUB Cuba                                            | 5.20     |
| Salto em distância detalhes         | João Carlos de Oliveira BRA Brasil                                         | 8.19     | Arnie Robinson USA Estados Unidos                                        | 7.94     | Al Lanier USA Estados Unidos                                     | 7.91     |
| Salto triplo detalhes               | João Carlos de Oliveira BRA Brasil                                         | 17.89    | Tommy Haynes USA Estados Unidos                                          | 17.20    | Milan Tiff USA Estados Unidos                                    | 16.98    |
| Arremesso de peso detalhes          | Bruce Pirnie CAN Canadá                                                    | 19.28    | Bishop Dolegiewicz CAN Canadá                                            | 19.18    | Terry Albritton USA Estados Unidos                               | 19.18    |
| Lançamento de disco detalhes        | John Powell USA Estados Unidos                                             | 62.36    | Julián Morrinson CUB Cuba                                                | 59.88    | Jay Silvester USA Estados Unidos                                 | 59.82    |
| Lançamento de martelo detalhes      | Larry Hart · United States                                                 | 66.56    | Ángel Cabrera · Cuba                                                     | 65.24    | Scott Neilson · Canada                                           | 64.56    |
| Lançamento de dardo detalhes        | Sam Colson USA Estados Unidos                                              | 83.82    | Juan Jarvis CUB Cuba                                                     | 82.30    | Raúl Fernández CUB Cuba                                          | 72.90    |
| Decatlo detalhes                    | Bruce Jenner USA Estados Unidos                                            | 8045     | Fred Dixon USA Estados Unidos                                            | 8019     | Jesús Mirabal CUB Cuba                                           | 7582     |
| 20 km marcha atlética detalhes      | Daniel Bautista MEX México                                                 | 1:33:06  | Domingo Colín MEX México                                                 | 1:33:59  | Larry Young USA Estados Unidos                                   | 1:37:54  |
| 4x100 metros detalhes               | USA Estados Unidos Bill Collins Clancy Edwards Larry Brown Donald Merrick  | 38.31    | CUB Cuba Pablo Montes José Triana Alejandro Casañas Hermes Ramírez       | 38.46    | CAN Canadá Hugh Fraser Marvin Nash Robert Martin Albin Dukowski  | 38.86    |
| 4x400 metros detalhes               | USA Estados Unidos Herman Frazier Robert Taylor Maurice Peoples Ronnie Ray | 3:00.76  | CUB Cuba Eddy Gutiérrez Alberto Juantorena Carlos Álvarez Dámaso Alfonso | 3:02.82  | CAN Canadá Randy Jackson Brian Saunders Glenn Bogue Don Domansky | 3:03.92  |

Feminino
| Evento                            | Ouro                                                                                | Ouro    | Prata                                                                  | Prata   | Bronze                                                                      | Bronze  |
| --------------------------------- | ----------------------------------------------------------------------------------- | ------- | ---------------------------------------------------------------------- | ------- | --------------------------------------------------------------------------- | ------- |
| 100 metros detalhes               | Pamela Jiles USA Estados Unidos                                                     | 11.38   | Patty Loverock CAN Canadá                                              | 11.41   | Marjorie Bailey CAN Canadá                                                  | 11.42   |
| 200 metros detalhes               | Chandra Cheeseborough USA Estados Unidos                                            | 22.77   | Pamela Jiles USA Estados Unidos                                        | 22.81   | Silvina Pereira BRA Brasil                                                  | 23.17   |
| 400 metros detalhes               | Joyce Yakubowich CAN Canadá                                                         | 51.62   | Debra Sapenter USA Estados Unidos                                      | 52.22   | Lorna Forde BAR Barbados                                                    | 52.36   |
| 800 metros detalhes               | Kathy Weston USA Estados Unidos                                                     | 2:04.93 | Abby Hoffman CAN Canadá                                                | 2:06.93 | Joan Wenzel CAN Canadá                                                      | 2:06.93 |
| 1500 metros detalhes              | Jan Merrill USA Estados Unidos                                                      | 4:18.32 | Thelma Wright CAN Canadá                                               | 4:22.32 | Abby Hoffman CAN Canadá                                                     | 4:26.25 |
| 100 metros com barreiras detalhes | Edith Noeding PER Peru                                                              | 13.56   | Deby LaPlante USA Estados Unidos                                       | 13.68   | Marlene Elejalde CUB Cuba                                                   | 13.80   |
| Salto em altura detalhes          | Joni Huntley USA Estados Unidos                                                     | 1.89    | Louise Walker CAN Canadá                                               | 1.86    | Andrea Bruce JAM Jamaica                                                    | 1.83    |
| Salto em distância detalhes       | Ana Alexander CUB Cuba                                                              | 6.63    | Martha Watson USA Estados Unidos                                       | 6.57    | Kathy McMillan USA Estados Unidos                                           | 6.49    |
| Arremesso de peso detalhes        | María Elena Sarría CUB Cuba                                                         | 18.03   | Hilda Ramírez CUB Cuba                                                 | 17.28   | Lucette Moreau CAN Canadá                                                   | 16.98   |
| Lançamento de disco detalhes      | Carmen Romero CUB Cuba                                                              | 60.16   | María Cristina Betancourt CUB Cuba                                     | 58.52   | Jane Haist CAN Canadá                                                       | 53.12   |
| Lançamento de dardo detalhes      | Sherry Calvert USA Estados Unidos                                                   | 54.70   | María Beltrán CUB Cuba                                                 | 54.36   | Lynn Cannon USA Estados Unidos                                              | 48.64   |
| Pentatlo detalhes                 | Diane Jones CAN Canadá                                                              | 4673    | Gale Fitzgerald USA Estados Unidos                                     | 4486    | Andrea Bruce JAM Jamaica                                                    | 4391    |
| 4x100 metros detalhes             | USA Estados Unidos Pamela Jiles Brenda Morehead Chandra Cheeseborough Martha Watson | 42.90   | CUB Cuba Marlene Elejarde Fulgencia Romay Silvia Chivás Carmen Valdés  | 43.65   | CAN Canadá Patty Loverock Marjorie Bailey Joanne McTaggart Joyce Yakubowich | 43.68   |
| 4x400 metros detalhes             | CAN Canadá Joyce Yakubowich Margaret McGowen Rachelle Campbell Joanne McTaggart     | 3:30.36 | USA Estados Unidos Debra Sapenter Kathy Weston Sharon Dabney Pat Helms | 3:30.64 | CUB Cuba Aurelia Pentón Eia Cabreja Asunción Acosta Rosa López              | 3:31.65 |

## Quadro de medalhas
| Ordem | País                  | Medalha de ouro | Medalha de prata | Medalha de bronze |     |
| ----- | --------------------- | --------------- | ---------------- | ----------------- | --- |
| 1     | USA Estados Unidos    | 19              | 13               | 7                 | 39  |
| 2     | CUB Cuba              | 7               | 11               | 8                 | 26  |
| 3     | CAN Canadá            | 4               | 7                | 11                | 22  |
| 4     | MEX México            | 2               | 3                | 3                 | 8   |
| 5     | BRA Brasil            | 2               | 1                | 2                 | 5   |
| 6     | COL Colômbia          | 1               |                  | 1                 | 2   |
| 7     | PER Peru              | 1               |                  |                   | 1   |
|       | GUY Guiana            | 1               |                  |                   | 1   |
| 9     | BAH Bahamas           |                 | 1                | 1                 | 2   |
| 10    | TTO Trinidad e Tobago |                 | 1                |                   | 1   |
| 11    | JAM Jamaica           |                 |                  | 2                 | 2   |
| 12    | BAR Barbados          |                 |                  | 1                 | 1   |
|       | PUR Porto Rico        |                 |                  | 1                 | 1   |
| TOTAL | TOTAL                 | 37              | 37               | 37                | 111 |

## Notes
1. ↑  Jenner é agora conhecido por Caitlyn devido a transição de gênero em 2015.[1]